# Tilda Newra
Tilda Newra là một thành phố và khu đô thị của quận Raipur thuộc bang Chhattisgarh, Ấn Độ.

## Nhân khẩu
Theo điều tra dân số năm 2001 của Ấn Độ, Tilda Newra có dân số 26.637 người. Phái nam chiếm 51% tổng số dân và phái nữ chiếm 49%. Tilda Newra có tỷ lệ 63% biết đọc biết viết, cao hơn tỷ lệ trung bình toàn quốc là 59,5%: tỷ lệ cho phái nam là 72%, và tỷ lệ cho phái nữ là 53%. Tại Tilda Newra, 16% dân số nhỏ hơn 6 tuổi.